# Paul Temple und der Fall Alex
Paul Temple und der Fall Alex ist ein achtteiliges Hörspiel aus der Paul-Temple-Reihe von Francis Durbridge, das der WDR im Jahre 1967 produzierte und in der Zeit vom 16. Februar bis 5. April 1968 erstmals ausstrahlte. Die gesamte Spieldauer beträgt 207 Minuten.

## Folgentitel
Die einzelnen Folgen der früheren Mehrteiler waren noch mit separaten Untertiteln versehen. Ab dem Lawrence-Fall hat man, mit Ausnahme des Genf-Falles, beim WDR offensichtlich darauf verzichtet.

## Handlung
Sir Graham Forbes und Inspektor Crane von Scotland Yard bitten den Schriftsteller und Privatdetektiv Paul Temple in einem schwierigen Fall um Mithilfe. Vor sechs Monaten fand man einen Mann namens Richard East erschossen in seinem Wagen. Auf der Windschutzscheibe stand mit Kreide der Name Alex geschrieben. Die Polizei entdeckte keinerlei Anhaltspunkte, die auf den Täter hinwiesen. Jetzt hat man im Zug Manchester-London die Leiche der jungen Schauspielerin Norma Rice gefunden, die durch ein langsam wirkendes Gift ums Leben kam. An der Fensterscheibe stand wieder mit Kreide der Name Alex geschrieben. Bei East fand man damals eine Visitenkarte, auf deren Rückseite der Name Mrs. Trevelyan stand. Der gleiche Name tauchte nun auch in einem Notizkalender von Norma Rice auf.
Während einer Hörfunksendung, bei der auch Paul Temple anwesend ist, bricht der Nationalökonom Sir Ernest Cranbury im Studio zusammen. Bevor er stirbt, erwähnt er Temple gegenüber den Namen Alex und einen Brief, den er erhalten hat. In seiner Brieftasche entdeckt der Detektiv einen Zettel, auf dem mit Bleistift der Name Mrs. Trevelyan notiert worden ist. Auf der Rückfahrt vom Studio werden Paul und seine Frau Steve in ihrem Wagen durch ein anderes Fahrzeug von der Straße abgedrängt und landen fast im Schaufenster eines Ladenlokals. Von Spinner Williams, einem Bekannten, erfährt Paul, dass der Wagen dem Londoner Nervenarzt Dr. Charles Kohima gehört. Ein begeisterter Krimileser glaubt irrtümlich, in Paul Temple einen seiner Freunde zu erkennen.
Im Wartezimmer von Dr. Kohima lernt Temple den ehemaligen Bühnenautor Carl Lathom kennen, der berichtet, dass der Psychiater ihn von einer Halluzination befreit habe. Er hatte ständig geglaubt, von einer braun gekleideten jungen Frau verfolgt worden zu sein. Die Sprechstundenhilfe heißt Mrs. Trevelyan. Ohne dass der Arzt sie hören kann, bittet sie Temple wegen des Falles Alex am Abend um ein Treffen. Dr. Kohima berichtet, dass sich sein Auto in einer Reparaturwerkstatt befindet. Bei einem Anruf dort stellt sich aber heraus, dass der Wagen bereits am Vorabend von dem angeblichen Chauffeur des Arztes abgeholt worden ist.
Als Paul und Steve am Abend zur angegebenen Adresse fahren, ist Mrs. Trevelyan nicht anwesend. Stattdessen werden sie beinahe Opfer eines Bombenanschlags. Als Temple und Sir Graham an den Docks einen Niederländer namens Jan Müller treffen wollen, der angeblich die Identität von Alex kennt, finden sie in einem Schuppen nur die Leiche des Mannes. Auf die Tür hat jemand mit Farbe den Namen Alex geschrieben. Wieder zu Hause, berichtet Steve, dass sie auf dem Heimweg von einer jungen, braun gekleideten Frau verfolgt worden sei. Kurze Zeit später erscheint Mrs. Trevelyan. Sie erzählt, dass sie von Alex erpresst werde, der sie auch gezwungen habe, die Verabredung mit Temple zu treffen. Von dem Mordversuch habe sie aber nichts gewusst. Alex verlangte von ihr zunächst 2000 Pfund, die sie persönlich im Waverley-Hotel in Canterbury abgeben musste, dann Informationen über Patienten von Dr. Kohima, die sie per Brief an eine Judy Smith im dortigen Hotel schicken sollte. Ihre Anweisungen fand sie morgens bei Dienstbeginn auf ihrem Schreibtisch vor. Auf einer Liste standen die Namen von sieben Erpressungsopfern, von denen die ersten vier bereits tot sind. Barton, Steel und zuletzt Trevelyan vervollständigen die Liste.
Beim Besuch des Waverley-Hotels stellt Paul fest, dass die Speisekarte mit derselben Schreibmaschine geschrieben wurde, wie die Alex-Briefe an Mrs. Trevelyan. Im Hotel taucht auch der Krimileser wieder auf, der sich diesmal als Wilfried Davies vorstellt. Frank Chester, der Hotelmanager, kann Temple keine Auskunft über eine Judy Smith geben. Mit einem Trick beschafft sich Paul dessen Fingerabdrücke. Ein Anruf von Inspektor Crane veranlasst die Temples, noch am Abend wieder die Heimfahrt anzutreten. In London hat die Polizei James Barton erschossen aufgefunden. Neben der Leiche fand man einen silbernen Bleistift, der offenbar Dr. Kohima gehört. Auf der Rückfahrt müssen die Temples wegen eines angeblichen Verkehrsunfalls eine Umleitung nehmen. Doch diese stellt sich bald als Falle heraus. Ein über die Straße gespanntes Drahtseil wird den beiden fast zum Verhängnis. In der Nähe finden sie Spinner Williams, der im Auftrag von Lord Stanwyck an Alex 4000 Pfund übergeben sollte, dann aber niedergeschlagen wurde. Als Williams einen Schluck aus Temples Cognacflasche trinkt, stirbt er an einer Zyankalivergiftung.
Der Fingerabdruck beweist, dass Chester in Wirklichkeit ein Verbrecher namens Michael Mulberry ist. Dr. Kohima identifiziert den silbernen Bleistift, der bei dem toten Barton gefunden wurde, nicht als seinen. Gerade als Lathom Paul erzählt, dass er am Vorabend wieder von dem Mädchen in braun verfolgt wurde, ruft Steve an und berichtet ebenfalls von dem Mädchen. Als Paul und Lathom bei Steve eintreffen, ist das Mädchen aber verschwunden. In Gegenwart der Temples erhält Lathom einen Brief von Alex, der darin 2000 Pfund fordert, da er ansonsten alles über dessen anderthalbjährigen Aufenthalt in Kairo der Presse mitteilen werde. Bei der Geldübergabe stellen Paul und Sir Graham Forbes Alex eine Falle, in die Mrs. Trevelyan tappt. Bei ihrer Vernehmung besteht sie darauf, selbst Alex zu sein. Als sie nervlich völlig am Ende ist, erscheint Dr. Kohima und nimmt sich fürsorglich ihrer an. Wenige Stunden später widerruft sie ihre Aussage. Temple vermutet, dass sie von Alex dazu erpresst wurde, sich selbst zu beschuldigen.
Davies sucht die Temples auf und berichtet, dass er im Waverley-Hotel durch ein Schlüsselloch beobachtet haben will, wie Chester sich an der Cognacflasche der Temples zu schaffen gemacht hat. Kurz darauf will er in seiner Jackentasche einen Zettel gefunden haben, auf dem handschriftlich die Nachricht stand, dass nicht Mrs. Trevelyan, sondern die braun gekleidete Dame Alex sei. Paul glaubt ihm aber die Sache mit dem Zettel nicht. Als Ricky, der neue Diener der Temples, das Zimmer betritt, erkennt er in Davies einen Mann namens Cartwright, den er bereits vor einem Jahr in einem New Yorker Hotel kennengelernt hatte.
Paul trifft sich in einem Lokal mit einem amerikanischen Freund namens Leo Brent, den er bittet, sich für ein paar Tage im Waverley-Hotel einzuquartieren, dort alles genau zu beobachten und ihm zweimal am Tag telefonisch zu berichten. Dann taucht Ricky auf und erzählt, dass zu Hause ein junges, braun gekleidetes Mädchen auf ihn warte. Der ebenfalls anwesende Lathom vermutet, dass es sich um das Mädchen handeln könne, das ihm schon so oft gefolgt sei. Eine zerbrochene Weinflasche verursacht eine Panne an Temples Wagen. Der zufällig vorbeikommende Dr. Kohima bringt die Temples nach Hause. Doch sie kommen zu spät. Jemand hat das Mädchen kurz zuvor erschossen. Inspektor Crane, der sich bereits in der Wohnung befindet, hat bei seiner Ankunft den Schuss noch gehört, konnte den Mörder aber nicht mehr erwischen. Temple warnt Lathom vor Alex, wundert sich aber, das dieser wusste, dass das Mädchen erschossen worden ist, obwohl er selbst nur allgemein von Mord gesprochen hat. Sir Graham berichtet Paul, dass es sich bei der Toten um die US-Amerikanerin Carol Reagan handelt, die eine Mitarbeiterin des dort bekannten Detektivs Jeff Meyers war. Temple seinerseits erzählt von einer schriftlichen Warnung, die er von Alex erhalten habe, geschrieben auf der Schreibmaschine aus dem Waverley-Hotel.
Ein fingierter Anruf aus dem dortigen Hotel, bei dem sich jemand als Leo Brent ausgibt, veranlasst die Temples, sofort nach Canterbury zu fahren. Der Hotelmanager Chester alias Mulberry ist nicht anwesend, dafür aber erneut Wilfried Davies. Eine schriftliche Nachricht, die Paul in Leos Zimmer vorfindet, veranlasst die Temples, zu der alten verfallenen Claywood-Mühle zu fahren. Die erweist sich aber als Falle, in die zuvor schon Leo Brent getappt ist. Als Paul versucht, Leo aus einem Kellerschacht zu befreien, wird die Falltür über ihnen verschlossen und der Raum mit Wasser geflutet. Gerade noch rechtzeitig erscheinen Sir Graham und Inspektor Crane, um die beiden zu befreien. Vom Hotel aus waren sie Davies bis zur Mühle gefolgt. Davies ist aber verschwunden, doch Chester kann von Crane festgenommen werden. Temple verspricht Sir Graham, ihm am nächsten Abend auf einer Cocktailparty in seiner Wohnung Alex vorzustellen.
Neben Sir Graham und Inspektor Crane erscheinen Carl Lathom, Dr. Kohima, Barbara Trevelyan und Wilfried Davies. Zunächst stellt sich heraus, dass Wilfried Davies in Wirklichkeit der Detektiv Jeff Meyers ist, den Ernest Cranbury wegen der Alex-Erpressung engagiert hatte. Nicht nur Mrs. Trevelyan wurde erpresst, sondern auch Dr. Kohima, der zunächst mitmachte, doch als Alex den Verdacht auf Barbara Trevelyan lenkte, in die er verliebt ist, machte er nicht mehr mit. Und dann ist das Spiel von Alex alias Carl Lathom aus. Ein Versuch, Temple zu vergiften, scheitert. Als er einen Revolver zieht und abdrückt, gelingt es Ricky, Lathom mit Hilfe einer Vase unschädlich zu machen. Durch den Schuss wird niemand verletzt.

## Besetzung
- Paul Klinger: Paul Temple
- Margot Leonard: Steve, seine Frau
- Kurt Lieck: Sir Graham Forbes
- Ernst Hilbich: Ricky, Diener der Temples
- Herbert Stass: Inspektor Crane
- Gerd Baltus: Carl Lathom
- Marianne Kehlau: Mrs. Barbara Trevelyan
- Peter Mosbacher: Dr. Charles Kohima
- Alwin Michael Rueffer: Wilfried Davies
- Werner Rundshagen: Leo Brent
- P. Walter Jacob: Frank Chester
- Edwin Dorner: Spinner Williams
- Hermann Pfeiffer: Sir Ernest Cranbury
- Edgar Hoppe: Sergeant
- Grete Wurm: Lathoms Haushälterin
- Ruth Pera: Flora
- Marlies Spohr: Hausmädchen
- Lothar Ostermann: Kellner
- sowie: Manfred Heidmann, Raoul Wolfgang Schnell, Klaus Wirbitzky (auch Regie-Assistent), Franz-Josef Steffens, Sigrun Höhler, Gerhard Becker, Kurt Faber, Josef Meinertzhagen u. v. a.

## Produktion
- Deutsch von Marianne de Barde und Hubert von Bechtolsheim
- Musik: Hans Jönsson
- Regie: Otto Düben

## Film
Der 1946 entstandene britische Kriminalfilm Wer ist Rex? basiert auf dem gleichen Stoff von Francis Durbridge.

## Roman
Der 1948 entstandene Roman von Francis Durbridge trägt den deutschen Titel Paul Temple jagt „Rex“.

## Veröffentlichungen
Paul Temple und der Fall Alex ist beim Hörverlag auf CD und MC erschienen ISBN 3-89940-436-X.